# ゲタばきかあちゃん
『ゲタばきかあちゃん』は、1982年から1992年まで『週刊漫画TIMES』に連載されていた4コマ漫画で、コジローによる作品である。漫画雑誌『ギャグまん』にもほぼ1年遅れで掲載されていた。『おばんぱいあ。ゲタばきかあちゃん』というタイトルで4巻まで単行本として出版されていた。現在、絶版されている。

## 内容
貧乏子だくさんをウリにしたギャグ4コマ漫画。ゲタばき家やゲタばき一家と呼ばれている。

## 舞台
大阪府（具体的な場所は不明）

## 主な登場人物
山本お富士
この漫画の主人公。富士山のような形をしたヘアスタイルがトレードマークで、相撲取りのような体格である。肝っ玉で力が強く、ヤクザがびびる位である。それ故に、男と間違えられることも多い。貧乏故にけちな性格で、夕食に卵の殻の唐揚げを出したり（他所の家ではおかずに唐揚げが出ていることから、その洒落を交えて殻揚げとしている）、水だけを出したり（水曜日に因んで）、冷や飯いわゆるヒヤシライス（他所の家のハヤシライスに対しての駄洒落である）を出したりする位である。性格は短気で些細なことで腹を立てる。あるとき、易者から「君は必ず宝くじが当たる」と言われ、宝くじを10枚も買ったが結局ことごとく外れてやけっぱちになり、食べてお腹こわしたり（宝くじが当たったのではなく、空くじを食べて当った、いわゆる食あたり）、外れたくじを絞首刑といって紐で吊るしたりもしていた。やくざや泥棒、痴漢、馬鹿なことをする人に対してどついたりすることはよくあるが、情には厚く、よく相談に乗ったりしている。誕生日は8月で、血液型はO型（単行本3巻より）。
山本キヨシ
山本家の長男で小学校5年生。喧嘩は弱く学業もからっきし駄目で、0点をとることもしばしばある。母に「男やったら一度は100点とってお母ちゃんを喜ばしてみい」といわれて、100点とったと思いきや、3枚の答案がそれぞれ1点・0点・0点だったこともある（それぞれの数字を3つあわせると100になるというギャグ）。時には80点をとったこともあってニュースに流れたこともある。誕生日は9月という設定になっている。傷つきやすい性格で、学校でおならをしたところを女子児童に揶揄され、傷ついたことがある（臭くないオナラしたるといってキムコを口に入れようとして母ちゃんにどつかれたこともある）。人参が嫌い。
山本ツヨシ
山本家の次男。長男キヨシとは対照的に喧嘩が強く、運動神経は抜群で走るのが速い。学業はまるで駄目で、授業参観日で算数の問題を解くよう先生に指名されて自席から黒板までのたった10メートル移動するのに1分もかかっている。牛蒡や人参が嫌い。「将来、スシとステーキとすき焼きが食べたい」と言っている。ファミリーレストランで働きたいという夢もある。
山本イサム
山本家の三男。頭に毛が3本しか生えていないのが特徴。虐められることはあまりないが、貧乏故に揶揄されることがしばしば。「パイロットになってアメリカに行く」という夢もあるらしく、それは宇宙飛行士で月に行くよりも難しいことだと断言する。（「月は夜になったら見えるけどアメリカは見えへんやろ」と言ったこともある）
山本小百合
山本家の長女で小学校1年生。一番のしっかり者。
山本マサシ
山本家の四男。まだ乳児で言葉を喋らない。母親におんぶされて育っている。